# Paul Bergholm
David Albert Paul Bergholm, född 30 december 1883 i Jönköping, död 15 april 1957 i Lidingö, var en svensk försäkringsman.
Bergholm var 1910–1914 direktör för försäkringsanstalten Brage och blev 1914 direktör för Återförsäkrings AB Sverige och blev därutöver 1925 jourhavande direktör för Sveriges Privatanställdas Pensionskassa. 1919–1931 var han sekreterare och 1931–1946 ordförande i Svenska försäkringsföreningen och intog som sådan en av de främsta platserna inom svenskt försäkringsväsen. Från 1920 var han redaktör för Nordisk försäkringstidskrift. Paul Bergholm är begravd på Norra begravningsplatsen utanför Stockholm.